# ClG J0958+4702
ClG J0958+4702 (o CL0958+4702) è un ammasso di galassie, situato nella costellazione dell'Orsa Maggiore, la cui luce ha impiegato circa 4,2 miliardi di anni per giungere fino alla Terra, che corrisponde ad una distanza comovente di circa 5 miliardi di anni luce.
Le immagini dell'ammasso, raccolte dal telescopio spaziale Spitzer, dal telescopio spaziale Chandra e dal telescopio a terra WIYN situato in Arizona, ci mostrano nel suo centro la fusione di quattro grandi galassie che formeranno col tempo un'unica gigantesca galassia ellittica. L'ulteriore evoluzione sarà verso la costituzione di un ammasso fossile di galassie.